# Guwarich
Guwarich (Gwarich) fou un estat tributari protegit de l'Índia Britànica al districte de Gonda, Oudh, format per una pargana administrada com a zamindari entre el riu Terhi al nord i el Gogra al sud. La superfície era de 692 km² i la població estimada el 1869 en 164.745 habitants va baixar el 1901 a 143.076. El nombre de pobles era de 219.
Al segle XI era part del regne de Gauda (districtes britànics de Gonda, Basti i Gorakhpur) per passar després al domini dels rages de Kurasa i a la caiguda d'Achal Singh a mans de maharajà Singh, un fill il·legítim del darrer raja, els descendents del qual van conservar l'estat fins a la independència de l'Índia.